# Борівська Андріївка
Борівська Андрі́ївка — село в Україні, у Борівській селищній громаді Ізюмського району Харківської області. Населення становить 173 осіб. До 2020 орган місцевого самоврядування — Першотравнева сільська рада.

## Географія
Село Борівська Андріївка знаходиться лівому березі балки Яру Лиманського. Навколо села кілька балок: Желобянський Яр, Лихобабчин Яр, Опанасенків Яр.

## Історія
- 1785 — дата першої згадки про село. Це поселення виникло, як хутори в Лиманській балці, що потім об'єдналися у єдине село Борівська Андріївка[1]
- 12 червня 2020 року, відповідно до Розпорядження Кабінету Міністрів України № 725-р «Про визначення адміністративних центрів та затвердження територій територіальних громад Харківської області», увійшло до складу Борівської селищної громади.[2]
- 19 липня 2020 року, в результаті адміністративно-територіальної реформи та ліквідації Борівського району, увійшло до складу Ізюмського району Харківської області[3].

## Населення

### Мова
Розподіл населення за рідною мовою за даними перепису 2001 року:
| Мова       | Кількість | Відсоток |
| ---------- | --------- | -------- |
| українська | 168       | 97.11%   |
| російська  | 5         | 2.89%    |
| Усього     | 173       | 100%     |

## Економіка
- В селі є молочно-товарна ферма.